# Sint-Pieters-Rode
Sint-Pieters-Rode is een deelgemeente van de gemeente Holsbeek, gelegen in de provincie Vlaams-Brabant. Sint-Pieters-Rode is vooral bekend vanwege het Kasteel van Horst. Het behoort tot de oudste dorpen van het Hageland, de streek tussen Leuven, Aarschot, Diest en Tienen. Sint-Pieters-Rode was een zelfstandige gemeente tot aan de gemeentelijke herindeling van 1977.

## Geschiedenis
Rode is wellicht al lang voor de 9e eeuw ontstaan want in 1096 en 1101 werd er al een "Arnoulfus, Heer van Rode" vermeld. De toevoeging "Sint-Pieters" aan Rode is zeker gebeurd voor 1265, want toen kwam de parochie definitief en volledig in handen der Parkabdij. Uit meerdere stukken uit het archief van de abdij van Park blijkt dat de naam "St-Pieters"-Rode minstens uit begin 13de, zo niet 12de eeuw dateert.
De kerk van Rode was een moederkerk. Nieuwrode, Kortrijk-Dutsel, Houwaart, en Sint-Joris-Winge waren quartæ capellæ
Zij werden later geleidelijk afgescheiden van Sint-Pieters-Rode: Kortrijk samen met Vlasselaar in 1236, Nieuwrode in 1239, Winge in 1241, Houwaart nog veel later. Sommige stukken van Nieuwrode werden tot in de 18e eeuw betwist. De oudst bekende kanunnik van Sint-Pieters-Rode was kanunnik Boso. Hij wordt vermeld in een archiefstuk in 1140. Sint-Pieters-Rode heeft de oudste parochieregisters van het Hageland. De oude parochieregisters van Sint-Pieters-Rode zijn vertaald en geïndexeerd.
De heerlijkheden van St-Pieters-Rode zijn Rode, Horst, Thunen, Schubbeek, Broechem of Cleerwijck

## Bezienswaardigheden
- Het Kasteel van Horst
- De Sint-Pieterskerk

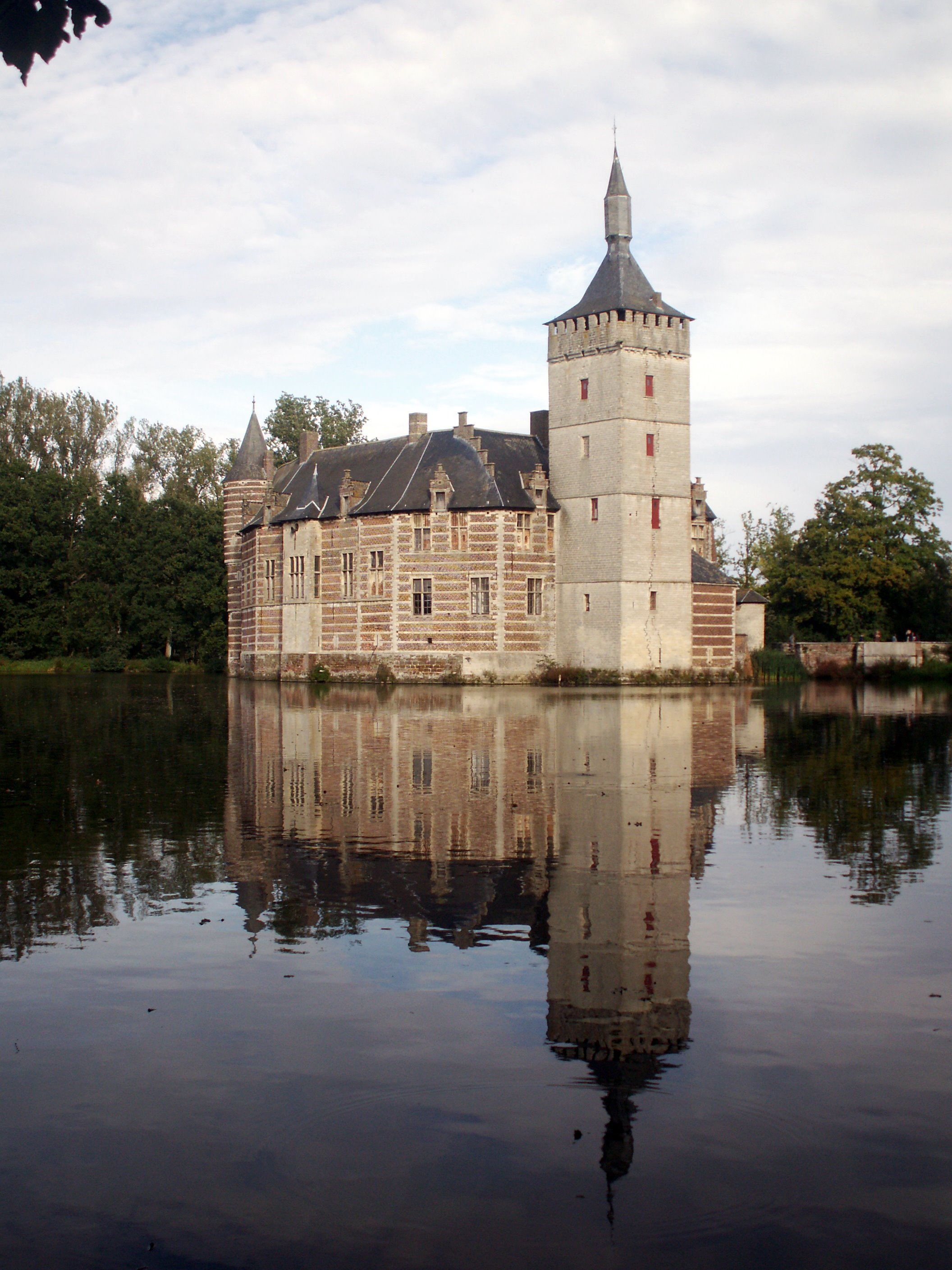
Kasteel van Horst
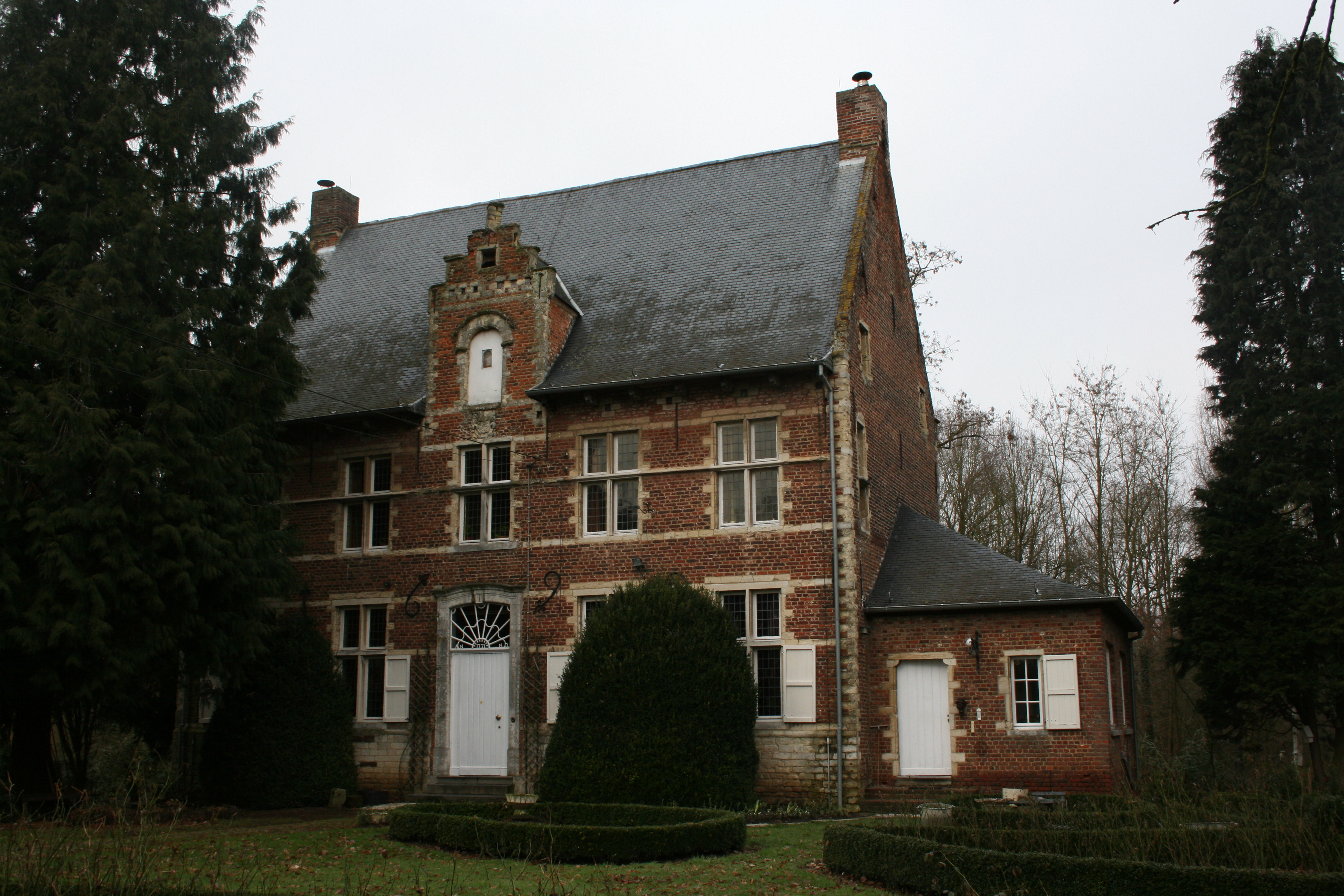
De pastorie van Sint-Pieters-Rode uit 1690
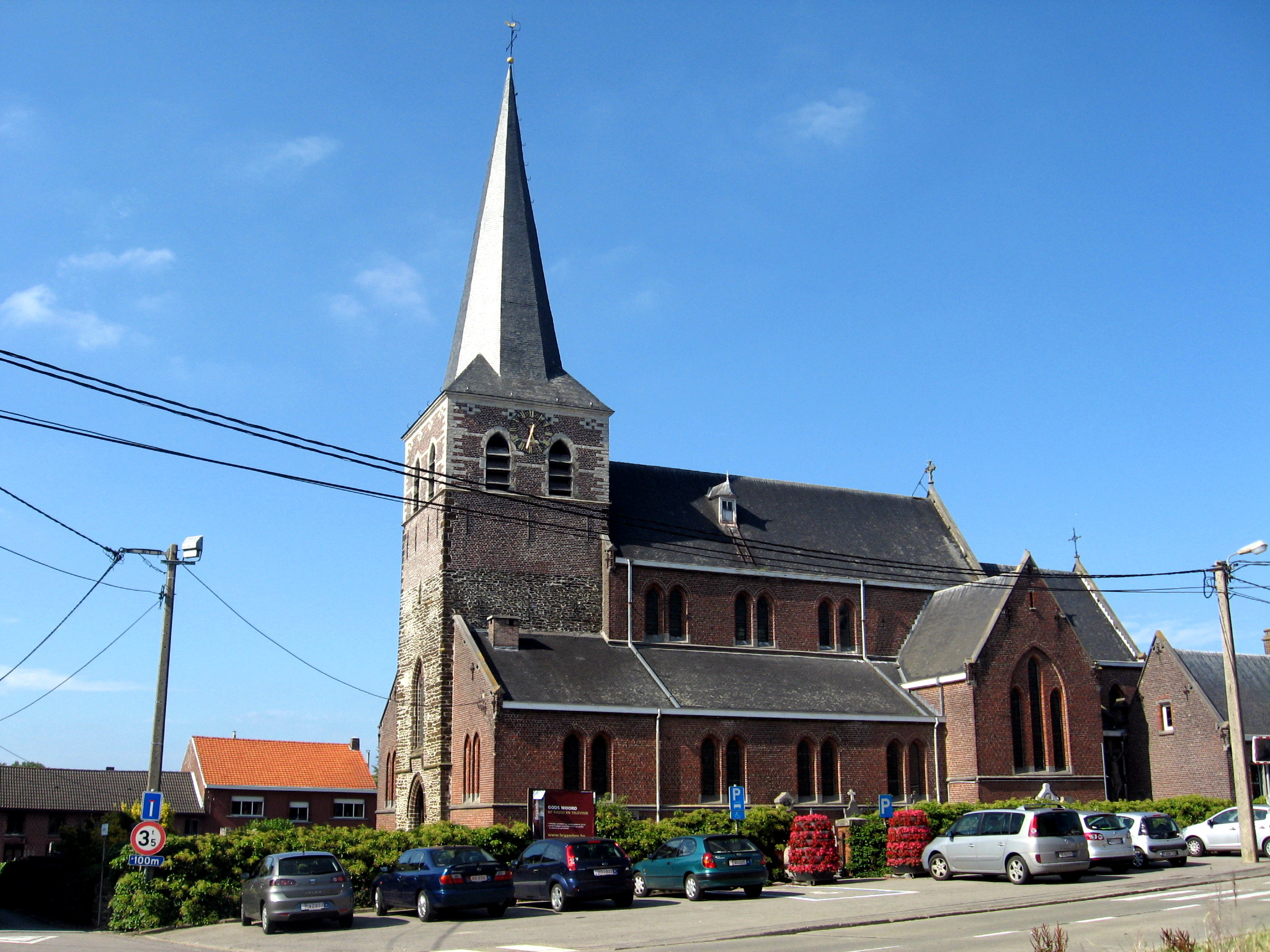
De Sint-Pieterskerk

## Natuur en landschap
Sint-Pieters-Rode ligt in het Hageland. De hoogte bedraagt 20-77 meter. De belangrijkste waterloop is de Kleine Losting. Een belangrijk natuurgebied is het domein van het Kasteel van Horst.

## Demografische ontwikkeling
- Bronnen:NIS, Opm:1831 tot en met 1970=volkstellingen; 1976 = inwoneraantal op 31 december

## Nabijgelegen kernen
Nieuwrode, Kortrijk, Houwaart, Sint-Bernard